# Глухівці (центр громади)
Глу́хівці — селище в Україні, у Хмільницькому районі Вінницької області. Центр Глуховецької селищної громади. Населення становить 3373 осіб (станом на 2017 рік). Головне підприємство — ЗАТ «Глуховецький каоліновий завод». Крім цього є сільськогосподарський виробничий кооператив «Маяк». В смт функціонує середня школа, дитячий садок, працює клуб, декілька бібліотек.

## Розміщення
Глухівці розляглось на півночі Вінницької області вздовж струмка, який протікає дном великої балки і впадає в річку Гнилоп'ять, за 70 км від обласного центру міста Вінниці, за 12 км від районного центру міста Козятина, за 17 км від м. Бердичева Житомирської області, за 160 км від столиці України — Києва.
З північного сходу від селища проходить електрифікована, двоколійна залізнична колія з платформою (Каолінова) для зупинки електропотягів.
До смт можна доїхати автомобільним шляхом (з Козятина через Козятин ІІ або ж через Пляхову) (з Бердичева через Жежелів або ж через Пляхову) (з Вінниці через Калинівку, Махнівку, Пляхову або Жежелів), залізничним транспортом (зупинка Каолінова (найближча) або Глухівці (селище) (4 км) чи Козятин ІІ (3 км)).
Природною особливістю Глуховець є велика кількість білого каменя пісковика та високої якості білої глини (каолін), які знаходяться в самому селищі і на південних та північно-західних околицях селища. За 200 метрів до в'їзду в село, з лівої сторони дороги, простягається кар'єр з видобутку каоліну.
Селом протікає річка Каолінова, права притока Гнилоп'яті.

## Назва
Поселення було засноване ще в кінці ХІІ століття і назву дістало за місцевістю, так як звідусіль було оточене лісами.
За народними переказами Глухівці в старовину іменувалося Глуховим, пізніша назва Глухівці походить від першого поселенця, глухого діда Городченка, а також від місцевості, зайнятої селом — в глуші оточуючого лісу.

## Історія

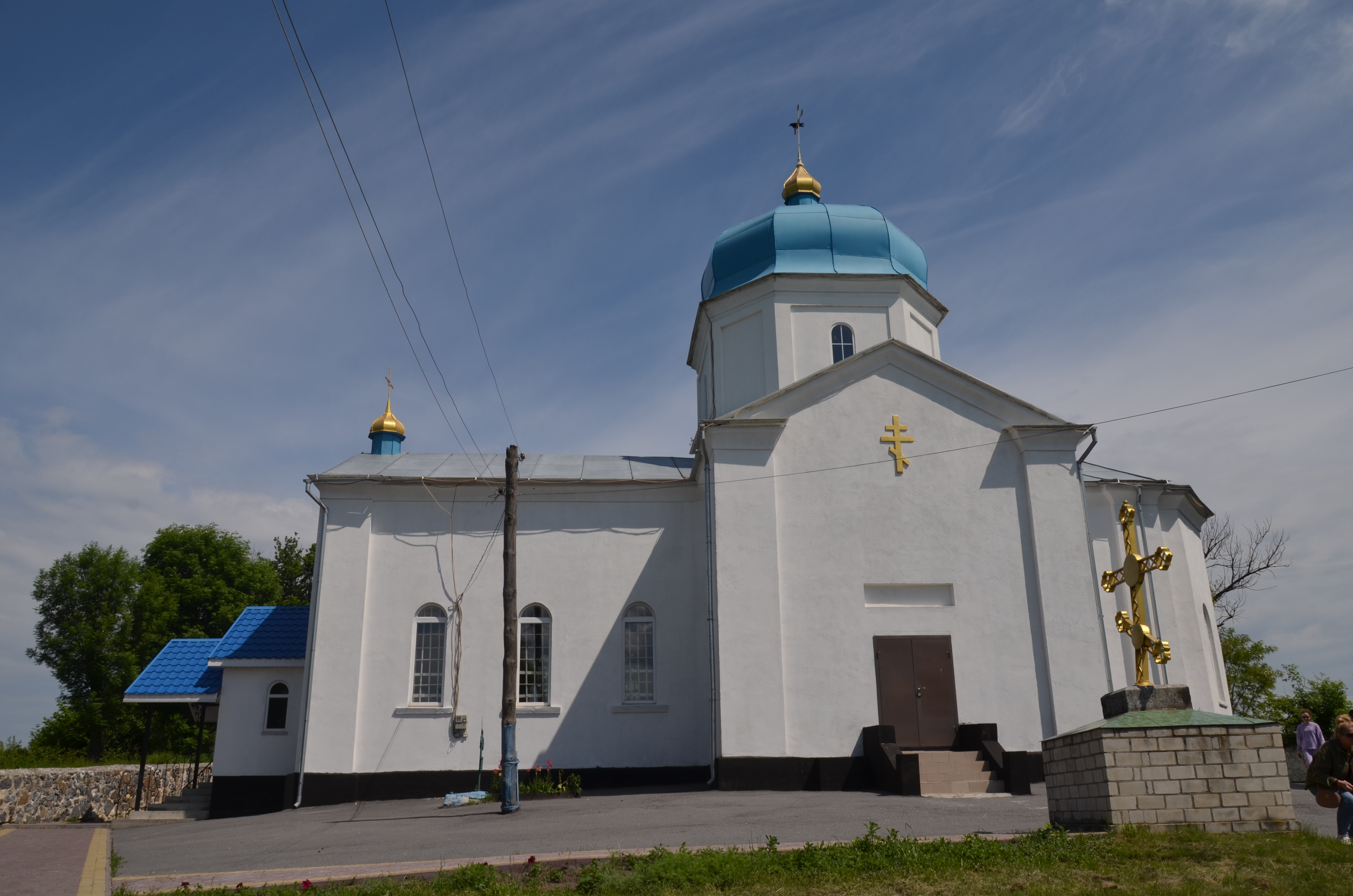
Церква Святої Параскеви, Глухівці

За легендами, в період татарсько-монгольського завоювання 1237–1240 років поселення було зруйнованим, а потім знову відродилося.
Камінь і глина з давніх часів були предметом жвавих промислів і торгівлі жителів поселення. Вони в значній мірі підтримували добробут місцевого населення, від чого в народі виробилася поговірка: «Якби не глина і не камінці, то пропали б Глухівці». Ця приказка дуже характерно свідчить про характер занять місцевих жителів, які мали в дуже малій кількості орної землі. Особливо ця приказка відноситься до часу кріпацької залежності селян від поміщиків, коли торгівля глиною і каменем сприяла добробуту людей.
До початку XIX століття Глухівці були у складі Махновецького помістя графів Потоцьких, але за борги вони були розділені у 1796 році між 18-ма його кредиторами, а пізніше належали 12-ти володінням.
В 1800 році дрібномаєткові власники багато сімей розпродали на сторону. Внаслідок утисків селище збідніло. Багато людей померло від віспи, «чахотки» й інших хвороб.
На 1823 рік село стало малолюдне і убоге, всього 676 жителів. Устрій життя був патріархальний. Сім'ї були великі, на 14-16 чоловік. В XIX столітті населення вражало очевидців своєю бідністю і безкультур'ям. Школи в селі не було, серед жителів було лише двоє письменних.
Ілюстрацією життя села на початку ХХ століття може послугувати допис, надрукований на сторінках громадсько-політичної газети «Рада» в 1909 році:
С. ГЛУХОВЦІ, бердичівського повіту (на Київщині). У неділю, 1 марта, з приводу роковин смерти нашого незабутнього поета Т.Г. Шевченка заходами робітників каолинового заводу у церкві села Глуховець була одслужена панахида. Місцевий батюшка сказав промову. Він зазначив тут велику вагу, яку мають життя і твори Шевченка у громадському житті України. Окрім того збір [по]жертв, який впорядили ті самі робітники, дав на пам'ятник Шевченкові з нашего села більше 50 карб[ованців]. Ці гроші незабаром будуть одіслані до редакції «Ради». Роковини Т.Г. Шевченка і те спочуття, яке воно викликали у нашому селі, ясно показують, як живо зростає національна самосвідомість серед нашого селянства. Хлопці, дівчата з радістю дають на пам'ятник двадцятки, сороківки і більше, кажучи: «для Тараса чом не дати». На жаль не було досі дешевих портретів його, а оце перше діло, бо селяне у нас переважно бідні і не можуть витрачати багато грошей на справи, що не торкаються потреб хазяйства.

№59 від 13(26) березня 1909 р. 

### Глуховецький каолін
З півдня селище прилягає до промислової зони Глуховецького каолінового заводу з кар'єром, де відкритим способом розробляється каолін, потужні поклади якого виявлені геологічними розвідуваннями для перспективного розроблення. Це одне з найбагатших покладів каоліну.
Глуховецький каоліновий комбінат був заснований у 1901 році для забезпечення паперових фабрик царської Росії та закордонних фірм. Власником його був Адельгейм П. Б.
Технологія виробництва каоліну була основана на примітивній техніці. Основним вантажним засобом був землекоп з лопатою і кайловщик, а транспортування сировини здійснювалося кінними підводами.
В 1925 році каолінзавод побудував залізничну гілку до ст. Козятин ІІ (с. Залізничне), якою і донині транспортується очищений та збагачений каолін.

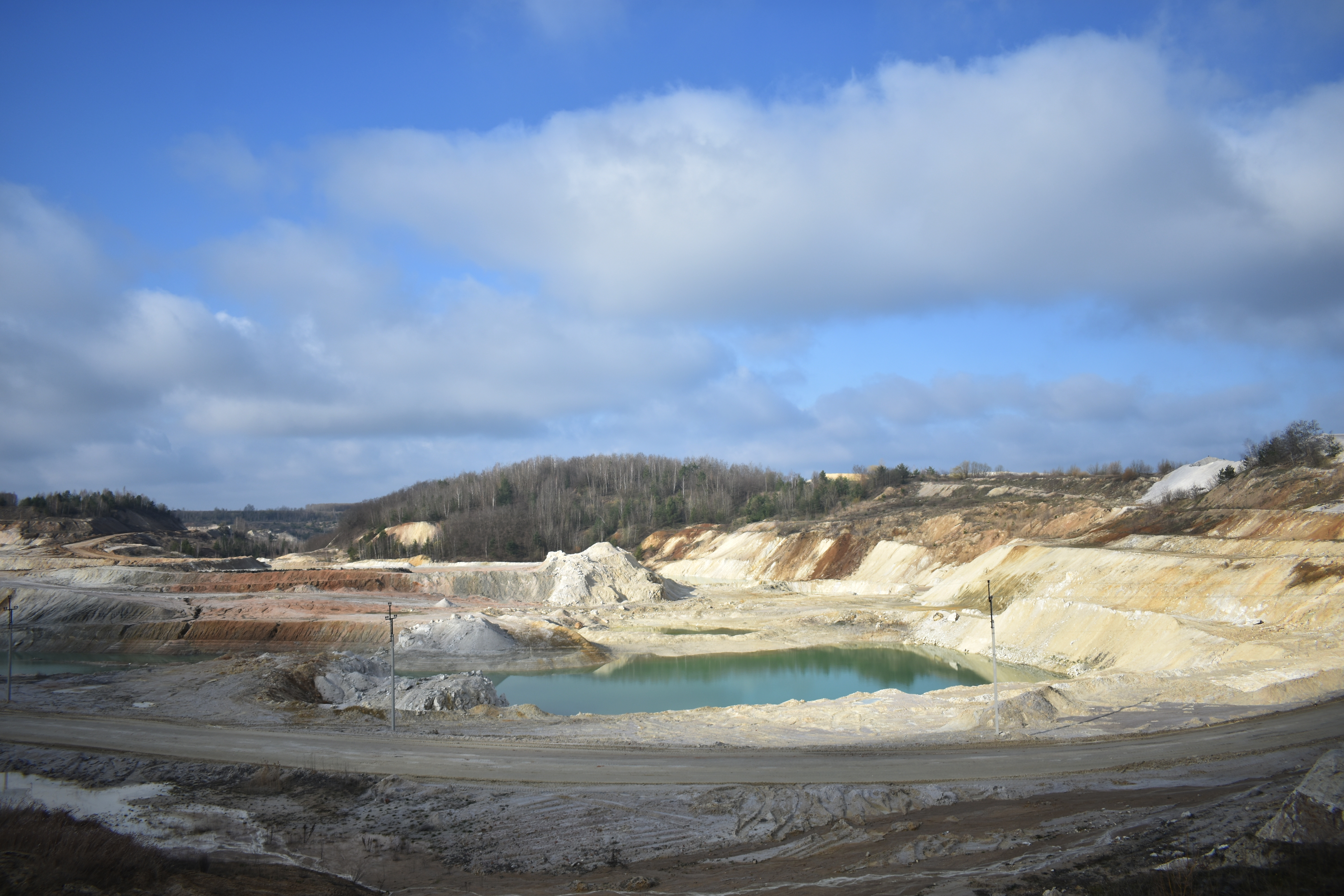
Глуховецький кар'єр

Нині видобуток каоліну удосконалився. Задіяні прогресивні інноваційні технології, сучасна техніка, висококваліфіковані працівники, які пройшли стажування на сучасних каолінових підприємствах Німеччини.
Добута сировина транспортується на очищення та подальшу переробку. Для цього на комбінаті працює цех сухого збагачення каоліну та цех мокрого збагачення каоліну.
За останні 5 років було збудовано новий склад готової продукції, куди з цехів подається модифікований каолін.
Колишній директор Глуховецького каолінкомбінату Богачук Костянтин Григорович багато зробив для благоустрою та розбудови селища. За час його роботи директором були побудовані дитсадок, медичний комплекс (нині Глуховецька селищна лікарня), п'ятиповерхові будинки для сімей робітників-каолінщиків: за його ж клопотаннями було відкрито (уже після його смерті) залізничну пасажирську ст. Каолінова.

### Глуховецька селищна лікарня
Лікарню побудовано у лісі, на околиці селища. Цілюще лісове повітря, відсутність активного руху транспорту сприяє покращенню здоров'я хворих.

### Школа
У центрі села, на вулиці Шкільній, в зелені каштанів сховалась Глуховецька середня загальноосвітня школа І-ІІІ ст. З весни до пізньої осені тут на клумбах цвітуть квіти, а за школою фруктовий сад та пришкільні ділянки.
В 1958 році було здано в експлуатацію цей типовий будинок школи на 500 місць (11 класних кімнат). Але новий будинок школи не задовольняв потреб школи, щоб перейти на однозмінне навчання та кабінетну систему. Доводилося використовувати всі старі будинки, розміщені в різних місцях.
Тому на прохання директора школи Кутисмана Йосипа Моісейовича в 1972 році каолінкомбінатом було побудовано ще одне приміщення школи. В нинішній час діє два приміщення школи. У старішому (триповерховому) знаходяться початкові класи, кабінет музики, обслуговуючої праці та стройової підготовки. Також в Глуховецькій школі колись діяв гурток художньої танцювальної самодіяльності "Фантазія". 
У листопаді 2006 року здано в експлуатацію футбольний майданчик з штучним покриттям.
Цей міні стадіон є подарунком школі від Федерації футболу України, як нагорода за спортивні досягнення школярів.

### Церква
Окрасою та духовним осередком селища є архітектурна пам'ятка середини XIX століття — православний храм святої мучениці Параскеви Московського патріархату з кам'яною дзвіницею, побудовані в 1851 році покійним священиком Павлом Бакалинським. Під час пожежі всі архівні документи храму згоріли. 
З початку 90-х років ХХ ст. в селищі активно розвивається протестантська релігійна громада Християн віри Євангельської, яка активно проводить свою релігійну та благочинну діяльність. 

### Сільськогосподарський виробничий кооператив «Маяк»
Сільськогосподарський виробничий кооператив «Маяк» створений на базі колишнього колгоспу ім. Калініна, обробляє глуховецькі землі та землі села Листопадівки. Загальна площа 2,5 тис. га. СВК вирощує такі сільськогосподарські культури: озима та яра пшениця, ячмінь, ріпак, соя, соняшник, кукурудза, горох, гречка, цукровий буряк.
В господарстві розведено понад 1500 голів ВРХ, в тому числі понад 250 дійних корів та 120 голів телят.
СВК має дві свиноферми, де розводять елітні породи свиней. Господарство має необхідну техніку для обробітку землі та приміщення для зберігання врожаю.
За щорічними підсумками роботи СВК «Маяк» входить в шістку найкращих сільськогосподарських підприємств району (в 2009 році здобули 4 місце).
Колектив очолює висококваліфікований спеціаліст з великим стажем роботи Рибак Микола Станіславович.

### Будинок культури
Центром культури селища є Будинок культури, побудований у 1957 році.
При ньому діє два ансамблі — фольклорний аматорський ансамбль «Берегиня» та зразковий аматорський танцювальний колектив народного танцю «Подільський вітерець». Той, хто потрапить на концерт глуховецьких аматорів, довго перебуває в ейфорії захоплення.
Самодіяльні артисти під керівництвом директора будинку культури Зільбермана Бориса Шмулевича майстерно відкривають душу народної пісні, досить точно передають дух та запал українського танцю.

### Стадіон
За приміщенням Будинку культури знаходиться стадіон. Тут проводяться спартакіади, футбольні матчі юнацьких команд району та області і місцевого ФК «Промінь», що входить до складу І ліги федерації футболу Вінницької області.
За високі спортивні досягнення (в 2009 році зайняли ІІІ місце в Вінницькій області з футболу) виконком селищної ради виділив приміщення при будинку культури, де обладнано приміщення для спортсменів (роздягальні, душові).

## Відомі люди
- Бойчук Остап Пилипович — доктор фізико-математичних наук, професор. Лауреат Державної премії України в галузі науки і техніки (1992).
- Іоанн Дубровський — священник.
- Філіппов Анатолій Петрович — український учений у галузі прикладної математики і механіки.
- Чумак Євген Анатолійович — український футболіст, півзахисник чернігівської «Десни».

## Пам'ятні місця селища Глухівці

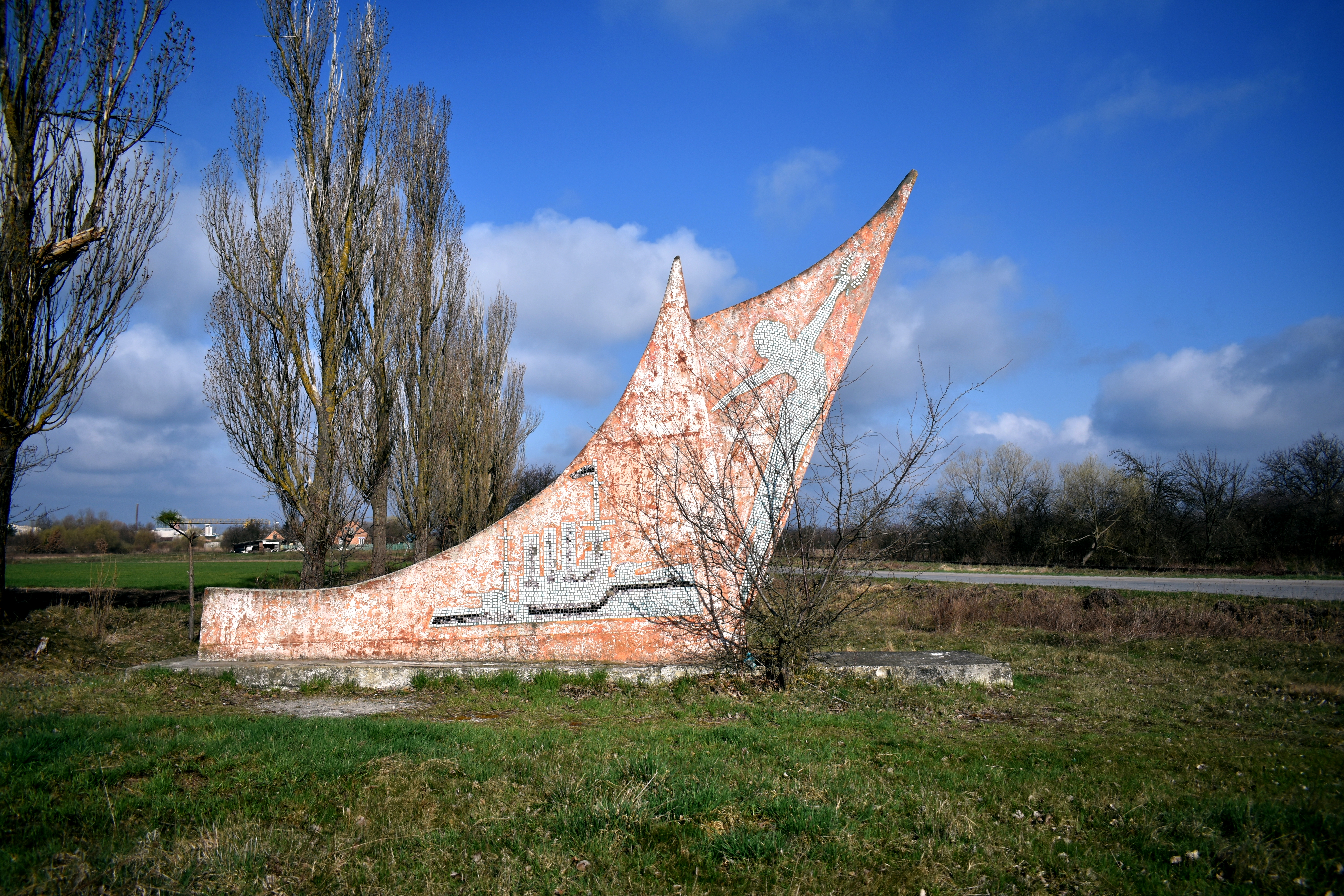
меморіальний знак на честь 50-річчя з дня польоту першої жінки в космос

- Братська могила (в якій поховано визволителів Глуховець та навколишніх сіл)
- Пам'ятник загиблим воїнам-глухівчанам у Великій Вітчизняній війні.
- Пам'ятник «Пам'яті жертвам голодомору 1932–1933 рр.»
- Пам'ятник «Загиблому льотчику» (за розповідями старожилів, у цьому місці під час війни впав підбитий радянський літак) .

При в'їзді в Глухівці споруджено меморіальний знак на честь 50-річчя з дня польоту першої жінки в космос, Валентини Терешкової.
З тих пір вулицю на в'їзді глухівчани називають Терешковою, хоча саме тут закінчується центральна вулиця селища — Героїв майдану (колишня Леніна).